# Marina Thovez
Marina Thovez (Torino, 5 marzo 1966) è una doppiatrice e attrice teatrale italiana.

## Biografia
Sposata con l'attore, doppiatore e cabarettista Mario Zucca, come doppiatrice è attiva negli studi di Milano e Torino.

## Teatrografia
- Mortimer e Wanda, con Mario Zucca
- L'onorevole, il poeta e la signora, con Giorgio Faletti
- Dovevi essere tu, di Renée Taylor e Joseph Bologna, tradotto e adattato da Marina Thovez, regia di Oliviero Corbetta
- Separazione, di Tom Kempinski adattamento e regia
- Casina, di Marina Thovez da Tito Maccio Plauto
- La mia Odissea, adattamento teatrale a cura di Marina Thovez da Omero

## Doppiatrice

### Cinema
- Jennifer Tilly in Tideland - Il mondo capovolto
- Bebe Neuwirth in Brivido biondo
- Laura San Giacomo in Havoc - Fuori controllo
- Annette Murphy in Star Maps
- Samantha Clarke in Day of the Death 2 - Contagio
- Sheelah Megill in Un regalo speciale
- Vanessa Valence in Finché nozze non ci separino
- Julia Koschitz in La casa inquietante
- Sophie Payan in La gazza ladra

### Serie televisive
- Maria Fernanda Cândido in Terra nostra, Terra nostra 2 - La speranza, Vento di passione
- Mayra Alejandra in Una donna in vendita, Valeria
- Mariela Alcalá in Rubí, Un volto, due donne
- Cynthia Klitbo in Libera di amare, Regina
- Ana María Orozco in Betty la fea, Ecomoda
- Silvana Di Lorenzo in Alen, Ribelle
- Rosana DeSoto in Squadra Med - Il coraggio delle donne
- Rachel Ward in Monarch Cove
- Paula Jai Parker in Spie
- Kristin Bauer in Total Security
- Connie Britton in Spin City
- Fiona Shannon in Le nuove avventure di Skippy
- Charlotte Bradley in Mystic Knights: quattro cavalieri nella leggenda
- Jeanetta Arnette in Segni particolari: genio
- Rhonda Doyle in Snobs
- Krista Morin in Undressed
- Angela Kinsey in Haters Back Off
- Elisabeth Shue in Cobra Kai
- Penelope Ann Miller in National Lampoon's Holiday Party
- Caroline Henderson in Vikings: Valhalla
- Lauralee Bell in Febbre d'amore
- Ava Haddad e Crystal Chappell in Sentieri
- Silvia De Dios in Aroma de cafè
- Raquel Casal in Celeste 2
- Patricia Navidad in Amanti
- Beatriz Moreno in Marcellina
- Patricia Saran in Amandoti
- Maribel González in Il segreto della nostra vita
- Viktoria Isakova in To The Lake
- Jane Seymour in The Guardians of Justice

### Film d'animazione
- La banda del rock - I musicanti di Brema - Guendalina
- Kabuto - Principessa Yasha
- Daria - The Movie - Jane Lane
- Alla ricerca della Valle Incantata 11 - L'invasione dei minisauri - Madre di Ducky
- Scooby-Doo e la mummia maledetta - Amelia Von Butch
- Anche i cani vanno in paradiso - Un racconto di Natale - Sasha LaFleur e Fantasma del Natale presente
- La bella e la bestia - Bella, Sorella di Bella, Fata cattiva
- Saving Bikini Bottom - Sue Nahmee

### Serie animate
- Jane Lane in Daria
- Selina Kyle/Catwoman in Batman, Batman - Cavaliere della notte
- Ginger in Beethoven
- Schedamadre in Cyberchase
- Dott.ssa Skygon in Extreme Dinosaurs - Quattro dinosauri scatenati
- Lisa Kudrow in Celebrity Deathmatch
- Paulina in Danny Phantom
- Luna Rossa in Dancougar
- Michiko Minamoto in Doraemon
- Seki in Magica Doremì
- Sandy in La fabbrica dei mostri
- Denise in Sale e Pepe
- Evita in Galline alla riscossa
- Mamma di Ralph in Benny & Ralph: due cuccioli per amici
- Æon Flux in Aeon Flux
- Alicia Masters in I Fantastici Quattro
- Claudia in Carmencita
- Miss Garland in Fiocchi di cotone per Jeanie
- Signora Barberin in Ascolta sempre il cuore Remi (2° doppiaggio)
- Jamine in Mix Master
- Fata in Cenerentola
- Personaggi vari in Le fiabe più belle
- Principessa Oto in Dragon Ball GT
- Mamba in  Dragon Ball GT - L'ultima battaglia
- Helles in Dragon Ball Super
- Debonair in Magic Knight Rayearth (2° doppiaggio)
- Leap Radow in MAPS: La leggenda dell'uragano di luce
- Gehstapoko in Kekko Kamen - La maschera libidinosa
- Yuriko Star in L'irresponsabile capitano Tylor
- Silen in Il pazzo mondo di Go Nagai
- Fuka in Naruto Shippuden
- Neroquen in Happy Lucky Bikkuriman
- Hanae Ichinose in Naufragio sull'isola Ikkoku, OAV di Cara dolce Kyoko
- Irene in Claymore
- Zecora e Queen Chrysalis in My Little Pony - L'amicizia è magica
- Tania in Yu-Gi-Oh! GX
- Anna Vamp in Supermodels
- Airachnid in Transformers: Prime
- Raperonzolo in MÄR
- Tsubone in Aggretsuko
- Eri Kisaki (2° voce) in Detective Conan
- Holly Joestar in Le bizzarre avventure di JoJo
- Zia Tulip in Fifi e i bimbi fioriti
- Professoressa Nelson in Little Witch Academia
- Ashley in Eden
- Acilia in One Piece
- Silen in Devilman Crybaby

### Videogiochi
- Adrienne Delaney in Phantasmagoria (1995)
- Shyvana in League of Legends (2009)
- Madeleine de L'Isle in Assassin's Creed III: Liberation (2012)[1]
- Daisy Fitzroy in BioShock Infinite (2013)[2]
- Diadra e Jamella in Diablo III: Reaper of Souls (2014)[3]
- Dottoressa Noore Najaar in Far Cry 4 (2014)[4]
- Signora di Thorns in Heroes of the Storm (2015)[5]
- Rohana in Starcraft II - Legacy of the Void (2015)[6]
- Gridlock in Tom Clancy's Rainbow Six: Siege (2015)
- Marguerite Baker in Resident Evil 7: Biohazard (2017)
- Ada "Tuck" Tucker in Days Gone (2019)[7]
- Dottoressa Nefarious Tropy in Crash Bandicoot 4: It's About Time (2020)[8]
- Moglie di Hannya in Ghostwire: Tokyo (2022)[9]
- Sharon Holt in As Dusk Falls (2022)[10]
- Dorothy Sprottle e Fatima Lawang in Hogwarts Legacy (2023)[11]
- Shyvana in The Mageseeker (2023)[12]
- Reverendo Eva Crescente in Redfall (2023)[13]
- Meav e Tasyana in Diablo IV (2023)[14]
- Contadina schizzinosa in Final Fantasy XVI (2023)[15]
- Alma in Marvel's Spider-Man 2 (2023)[16]

## Filmografia
- O la va, o la spacca, regia di Francesco Massaro – miniserie TV (2004)
- Un ciclone in famiglia, regia di Carlo Vanzina – serie TV, 4 episodi (2005)